# 中野区立武蔵台小学校
中野区立武蔵台小学校（なかのくりつ むさしだいしょうがっこう）は、東京都中野区上鷺宮五丁目にある区立小学校。

## 概要
中野区の北西部、上鷺宮地区の新青梅街道に面して立地する。東側に東京都立武蔵丘高等学校、西側に中野区立北中野中学校がそれぞれ街路を挟んで隣接している。2019年現在、中野区立小学校の中では児童数が最多となっている。

## 沿革
- 1956年（昭和31年） - 鷺宮小学校分校として創立、校舎完成

教室5、職員室1、衛生室1、給食室1、物置、ポンプ室
・1958年（昭和33年）4月1日 - 創立
・1975年（昭和50年）11月15日-中野区立武蔵台小学校吹奏楽団発足
・2007年8月31日（平成19年） - 校庭を芝生化
- 今まで増築を繰り返しながら現在に至っている。
- かつては木造校舎があり、その校舎一棟を、ころを使って西側から東側に移動したこともある。

## オリジナルキャラクター ムーくん
武蔵台のシンボルであるいちょうをモデルにしている。きぐるみも作られた。

## クラブ活動など
- 吹奏楽団があり、4 - 6年生の希望者が入団している。定期演奏会のほか、コンクール出場や学校行事での演奏などを行っている。また、OB・OGを中心に「武蔵台ウィンドオーケストラ」が結成され、中野区の隣の杉並区を拠点にして活動を行っている。
- 理科実験クラブ、音楽クラブ、屋外スポーツクラブ、サッカークラブ、バスケットボールクラブ、屋内レククラブ、図画工作クラブ、バドミントンクラブ、茶道クラブ、パソコンクラブ等のクラブがある。

## 交通
- 関東バス K01系統・K02系統「武蔵台小学校」バス停より徒歩2分
- 関東バス 阿01系統・阿03系統、荻06系統・荻07系統「鷺宮四丁目」バス停より徒歩8分[1]
- 西武池袋線 富士見台駅より約1.0km
- 西武新宿線 下井草駅より約1.1km、鷺ノ宮駅より約1.2km

## 著名な出身者
- 山口貴弘 - 元サッカー選手